# لوکا کرسنزی
لوکا کرسنزی (انگلیسی: Luca Crescenzi؛ زادهٔ ۲ آوریل ۱۹۹۲) بازیکن فوتبال است.
از باشگاه‌هایی که در آن بازی کرده‌است می‌توان به باشگاه فوتبال رجینا، باشگاه فوتبال پرو ورچلی، و باشگاه فوتبال روبور سیه‌نا اشاره کرد.
وی همچنین در تیم ملی فوتبال زیر ۲۰ سال ایتالیا بازی کرده‌است.